# نهى الراضي
نهى الراضي (27 كانون الثاني 1941 - 31 آب 2004) فنانة وخزافة عراقية ولدت في بغداد

## الدراسة
ولدت نهى الراضي في بغداد عام 1941. قضت سنوات طفولتها في الهند بسبب عمل والدها الدبلوماسي. التحقت بمدارس إنكليزية هناك. في سن السابعة عشرة ذهبت إلى بريطانيا لدراسة فن الخزف في مدرسة بيام شاور ومعهد تشيلسي للفخاريات بلندن، ثم أكملت دراستها ما بين عامي 1961 و1963 في الجـامعة الأمـيركية ببيروت. بـعدها عـادت إلى بغداد لتمارس التـدريس وتتفرغ للفن. أكملت نهى دراستها الأولية في بغداد ثم انتقلت للعيش في إيران والهند برفقة والدها السفير العراقي هناك خلال عقد الخمسينات من القرن العشرين.
عام 1962 عرضت أعمالها الخزفية لأول مرة وكان ذلك في إطار معرض أقيم للفنانين العرب في مقر الجمعية الإنكليزية العربية بلندن. بعد سنتين قامت بعرض أعمالها في قاعة بيرت ببرلين. أما معرضها الشخصي الأول فقد أقامته في بغداد بـ”قاعة الواسطي” عام 1965.
عام 1991 وأثناء الحرب التي شنتها الولايات المُتحدة وحلفاؤها على العراق اتجهت نهى الراضي إلى كتابة يومياتها التي ستنشرها لاحقا في مجلة “الناقد” اللندنية على شكل حلقات، جمعتها في كتاب، حمل عنوان “يوميات بغدادية” ولقد حقق ذلك الكتاب انتشارا واسعا، بحيث اعتبر في حينه واحدا من أهم الكتب الرائجة وطبع عدة مرات، كما تمت ترجمته إلى العديد من اللغات العالمية. كان ذلك بمثابة الشهادة الأدبية الأولى التي اخترقت ليل بغداد التي وقعت تحت القصف ونقصت فيها أسباب الحياة.
كان وقع الحرب على نُهى مدمرا وهو ما انعكس على فنها، حين أقامت في بغداد معرضا تركيبيا من حطام السيارات لتعبّر عن رؤيتها للعالم الذي لم يعد سوى ركام من مواد تالفة. واحتضنت دارة الفنون بعمان ذلك المعرض في عام 1995.
قبل ذلك المعرض كانت الراضي قد قررت اعتزال الخزف بسبب شعورها بأنها قد وصلت إلى نهاية الطريق في فن لم يعد في إمكانه أن يستجيب لرغبتها في التعبير. انتقلت يومها إلى تعلّم الرسم، متأثرة بالرسام البريطاني ديفيد هوكني. ما فعلته الراضي من خلال الرسم لا يُذكّر إلا بها. لقد رسمت مشاهد مستلهمة من حياتها اليومية. وهو ما فتح الطريق ثانية أمامها لتغرف من سيرتها الشخصية حكايات، تودّ أن يشاركها الآخرون متعة الإنصات إليها. كان اكتشاف مواد الرسم وعناصره بمثابة فتح جديد في حياتها وهو ما سبّب لها شعورا عميقا بالسعادة، توجته بتمكنها من طبع رسومها بتقنية الحفر الطباعي (غرافيك). في سن مبكرة انفتحت نهى الراضي على تراث الهند الجمالي الذي شكل مصدرا مهما لغنى حساسيتها الفنية. بل إن كل شيء فيها كان مطبوعا بذلك التأثير من أثاث بيتها إلى ملابسها مرورا بالعقود والخواتم التي كانت تتزين بها. سحر الهند ترك بصمات عميقة في شغفها بعالم الآثار وهو العالم الذي توسعت في معرفة أسراره من خلال ما تعلمته من أختها عالمة التنقيب سلمى الراضي التي يعود لها الفضل في الكشف عن جزء من آثار حضارة اليمن. بقوة ذلك السحر الشرقي اقتحمت نهى الراضي عالم الخزف الذي تعلمت تقنياته في الغرب. لم تأسر الحرفة الغربية خيالها الذي ظل يحلّق في فضاءات شرقية وهو ما أهلها للقيام بدور فريد من نوعه في تاريخ الحداثة الفنية في العراق. ذلك الدور الذي يلخّصه تفردها في استحضار غموض المفردة الجمالية الشرقية القديمة في سياق عمل فني، تنطبق عليه كل مواصفات الحداثة الفنية في الغرب. ما كان ذلك الانسجام بين عالمي الشرق والغرب ليقع لولا أن الراضي عاشت حياتها بين العالمين بعمق وألفة وتوازن، مدركة حاجتها الإنسانية والفنية إلى أن توائم بينهما في علاقة ستحقق لروحها طمأنينة وانسجاما داخليا فريدا من نوعه.

## معارض
كان لنهى الراضي العديد من المساهمات الفنية وأقامت العديد من المعارض الشخصية في بغداد وعواصم أخرى في الوطن العربي ودول العالم، ولقد سافرت إلى أوروبا عام 1958 لدراسة فن الخزف ودرست الخزف في مدرسة بيام شاور للفنون ومعهد تشيلسي للفخاريات ثم أنهت تعليمها في الجامعة الأمريكية في بيروت 1961 - 1963م، وانصرفت خلال الفترة 1971 - 1975م، للأعمال الفنية والتدريس في بغداد، وعرض إنتاجها في معرض الفنانين العرب عام 1962 في مقر الجمعية الإنكليزية العربية بلندن كما عرض إنتاجها سنة 1964 في قاعة ويرث في برلين. ثم أقامت معرضا شخصيا للسيراميك في قاعة الواسطي عام 1965. وأقامت معرضا شخصيا لإنتاجها في السيراميك في قاعة جمعية الهلال الأحمر.
ونفذت عمل لجدارية وضعت في ساحة الاحتفالات الكبرى وفي شارع حيفا. وأقامت معرض شخصي في قاعة الاورفلي في عام 1985. وبعده أقامت معرض مشترك (لأربعة خزافين) في قاعة الأورفلي عام 1986.

## يوميات بغداد
ألفت كتابها (يوميات بغداد) باللغة الإنكليزية الذي يعتبر من الكتب التي حققت أفضل المبيعات في العالم وصدر عن دار الساقي عام 1998، ويقع كتابها في ثلاثة فصول أساسية: الحرب، والحصار، والمنفى. والذي علقت عليه جرّاء الاهتمام الذي قوبلت بهِ طبعات الكتاب: (أنني مهتمة بالكتابة ولست كاتبة لكني تأكدت من إصابتي مكمن الأحاسيس حين أعدت قراءة ما كتبت بعد نشره).
كانت قد نشرت يومياتها في الغارديان اللندنية عام 1991، (وظلت تنشر يومياتها عن الحرب حتى وفاتها) كما تولت مجلة الناقد اللندنية نشر الترجمة العربية لليوميات.
كانت نهى تستعد للسفر إلى مدريد لتوقيع نسخ كتابها “يوميات بغدادية” الذي صدر مترجما إلى الأسبانية حين لاقاها الموت في بيروت عام 2004 بعد صراع مع المرض الخبيث، كانت هي الطرف الأكثر مكرا فيه. كان الألم يعتصر قلبها وهي تروي حكاية شعبها الذي وقع بين سندان نظام قاس ومطرقة غرب أفصح مرة أخرى عن وحشيته. تقول “يبدو أن لدى الغرب ثلاث صور فقط عن العرب. إرهابيون، شيوخ نفطيون ونساء محجبات من قمة الرأس حتى أخمص القدم. لست حتى متأكدة من أنهم يعرفون أن هناك بشرا عاديين يعيشون هنا” بهذه اللوعة وحسّ المرارة كتبت نهى يومياتها البغدادية.
كان كتابها مفاجأة صادمة. فتلك المرأة الضاجة بغنج الصبايا لم يُعرف عنها ولعها بالكتابة. غير أن ما عاشته من ألم وهي ترى مدينتها تحترق وشعبها يتضوّر جوعا قد فجّر فيها مكمنا للإبداع كان خفيا.
ولن يكون من باب المبالغة القول إن كتاب “يوميات بغدادية” هو الشهادة الأكثر صدقا في تعبيرها حتى الآن عما عاشه العراقيون أثناء تلك الحرب.
كما يليق بها عبرت نهى الراضي بخفة المسافة التي تفصل بين الفن والكتابة لتكون طرازا من البشر، لا يذكّر إلا بنفسه.

## الوفاة
توفيت يوم 31 آب/أغسطس 2004 في بيروت فيما كانت تهم بالسفرالى إسبانيا لحضور حفل إطلاق كتابها بالأسبانية وكانت تعاني من سرطان الدم، غلبت المرض في مراحل عدة، لم تشأ الاستسلام له والتقوقع في البيت في انتظار النهاية، ولا الاستماع إلى نصائح الأطباء ووالدتها أو المقربين منها، بل كانت تعمل بجهد ونشاط بالغين، تسافر وتنظم المعارض التشكيلية فردية وجماعية، وتقيم ندوات تتحدث فيها عن أيام العراق السوداء التي شاءت أن تعيش فترة طويلة منها في العراق، وباختيارها هي، رغم إقاماتها في فترات سابقة، خارجه إذ كان والدها سفيراً لبلده في بلدان عدة، ورغم الفرص المتاحة لها للخروج في ذروة أزمة الحصار والقصف من قبل الحلفاء بعد غزو العراق للكويت، إلا أنها آثرت البقاء مع أقربائها وكانت النتيجة تسجيل «يوميات بغدادية» خلال 42 يوماً عام 1991.